# Scopula batesi
Scopula batesi là một loài bướm đêm trong họ Geometridae.